# Éducation européenne
Éducation européenne est un roman de Romain Gary, paru dans une première édition confidentielle sous le titre Forest of Anger chez Cresset Press en 1944 en Angleterre, puis en France en 1945 sous son titre actuel aux éditions Calmann-Lévy.
Premier roman de son auteur sous le nom de plume de Romain Gary, il est écrit principalement durant l'année 1943 alors que Roman Kacew combat comme aviateur dans le groupe Lorraine en Afrique puis en Angleterre. Le livre a reçu le prix des Critiques l'année de sa parution et remporte un excellent accueil auprès du public, notamment avec sa traduction dans vingt-sept langues. Après le succès des Racines du ciel en 1956, Romain Gary modifie profondément Éducation européenne lors d'une reparution aux éditions Gallimard et établit ainsi la version définitive de son roman.

## Historique du roman
En raison de la période à laquelle il a été écrit, la parution du premier roman de Romain Gary puis l'établissement de son édition définitive ont suivi de nombreux méandres, tant dans la forme – changements d'éditeur et de titre, corrections – que dans le fond – avec un remaniement significatif du roman lors de sa reparution aux éditions Gallimard en 1956. 
L'écriture de l'Éducation européenne commence en 1941 lorsque Roman Kacew – qui n'a pas encore pris le nom de Romain Gary – est engagé au sein du groupe aérien Lorraine de la France Libre qui combat alors en Afrique du Nord. Ce dernier, mitrailleur puis observateur dans l'armée de l'air depuis 1938 et engagé volontaire auprès des Forces aériennes françaises libres dès l'été 1940, craint de perdre la vie au cours d'une mission et veut laisser une trace dans la littérature française. Sous le nom de plume de Romain Gary de Kacew, il écrit dans l'urgence une histoire sur la résistance polonaise (pays de ses origines) et le front de l'Est. Il la termine en 1943, toujours avec l'obsession de la mort proche, alors que son escadrille retourne en Angleterre et mène des missions excessivement dangereuses au-dessus de l'Europe continentale.
La toute première édition d'Éducation européenne se fait en 1944, dans une traduction du français (langue d'écriture) vers l'anglais réalisée par Viola Gerard Garvin, sous le titre Forest of Anger paru chez Cresset Press à Londres. Après la Libération de la France, le roman paraît sous sa forme originale en français aux éditions Calmann-Lévy en 1945. Dans un premier temps, Romain Gary avait proposé pour son roman le titre Les Environs de Stalingrad, qui a été refusé uniquement en raison de l'opposition des éditeurs. Bien accueilli par la presse, Éducation européenne reçoit la même année le prix des Critiques. 
Devenu diplomate français, puis un écrivain reconnu – après une série de romans passés relativement inaperçus – avec l'obtention du prix Goncourt pour Les Racines du ciel en 1956, Romain Gary décide, avec l'accord de son nouvel éditeur Gallimard, de faire paraître une nouvelle version, profondément révisée, d'Éducation européenne. Parmi les changements les plus importants, un nouveau « protagoniste » est introduit en la personne du partisan Nadejda, figure fictive imaginaire devenue mythique au sein de la résistance polonaise changeant complétement le sens de son action contre l'ennemi allemand.

## Résumé (de l'édition de 1945)

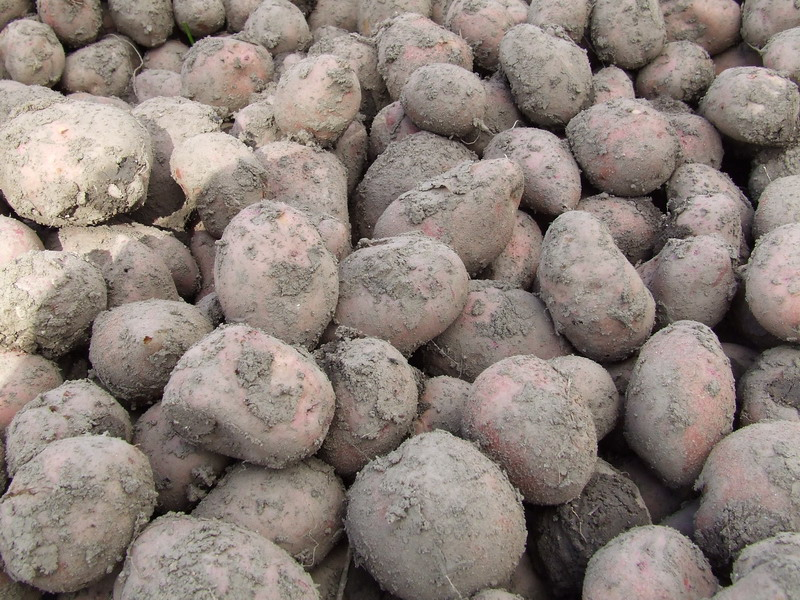
Les pommes de terre aliment et élément central du roman

Le jeune Janek Twardowski, environ quatorze ans, est le fils d'un médecin polonais dans la ville alors polonaise de Wilno. Au début de l'hiver 1942, alors que la bataille de Stalingrad commence, Janek se voit intimer par son père l'ordre de se terrer littéralement dans la forêt afin de ne pas subir le sort des deux fils aînés tués au combat. Pour cela son père et lui ont creusé une kryjówka, une cachette, dans le sol de la forêt, aux murs renforcés, camouflée, et provisionnée de dix sacs de cinquante kilos chacun de pomme de terre. Après plusieurs jours sans nouvelles de son père, qui est probablement tué lors d'une répression de l'armée allemande, il rejoint, suivant les derniers conseils de celui-ci, les partisans, qui se cachent et luttent eux-aussi dans la forêt.
Récupéré par un petit groupe de partisans frigorifiés, affamés, composé de diverses nationalités, et sous-équipés. Il fait notamment la connaissance du lieutement Jablonski, le chef du groupe, blessé par un éclat d'obus durant la campagne de Pologne, de Czerw, un partisan polonais qui possède un tic du visage, du vieil ukrainien caustique Krylenko, père d'un général de l'armée rouge, des trois frères Zborowski. Janek devient un agent de liaison pour transmettre des messages aux villes alentour dans lesquelles les habitants tentent de survivre à la famine comme ils le peuvent, en courbant le dos ou en collaborant avec la puissance occupante. 
Un jour il rencontre Zosia, une jeune fille de son âge qui est utilisée par les résistants pour récupérer des informations auprès des Allemands en se prostituant et recueillant leurs confidences. Tous deux tombent amoureux et décident de se cacher ensemble dans la kryjówka où ils découvrent le sens de l'amour et de l'espérance malgré le froid extrême, la faim omniprésente et les maladies qui déciment les partisans polonais. Zosia décide de ne plus continuer son rôle de renseignement, ce que les partisans acceptent, jusqu'au jour où un des partisans la convainc d'aller voir les Allemands une dernière fois pour leur soutirer des informations sur un étrange convoi de camion qui semble monter sur le front russe de la bataille de Stalingrad. Elle s'exécute et confirme l'objectif du convoi et sa cargaison que le groupe attaquera victorieusement, en sacrifiant toutefois l'un des leurs.
Janek fait également la connaissance d'un étudiant membre d'un autre groupe de partisan dénommé Adam Dobranski, qui écrit une suite de nouvelles intitulées « Éducation européenne », et qui apparaît à certains égards comme un double littéraire de Romain Gary.
La victoire russe à Stalingrad redonne de l'espoir aux combattants et leur démontre que le recul et la défaite allemande sont possibles. En 1945, Janek, maintenant devenu jeune lieutenant sous l'uniforme de l'armée polonaise en combattant durant la fin de la guerre vers l'ouest, revient dans sa ville natale et revoit sa cachette dans la forêt. Il repense aux trois années écoulées qui l'ont vu devenir un homme et le père d'un jeune enfant fruit de son union avec Zosia.

## Analyse

### L'édition de 1956
Des études universitaires ont clairement démontré que l'introduction en 1956 de la figure du « partisan Nadedja » – chef imaginaire inventé qui dirigerait la résistance polonaise depuis l'extérieur – dans la version profondément révisée du roman de 1945 « bouleverse l’organisation et même le sens du texte ». Cet ajout est principalement à mettre en perspective avec la vision qu'a Romain Gary de la figure mythique de Charles de Gaulle – « Gary [y] a greffé toute l’allégorie gaulliste » – et à son action, depuis l'extérieur, dans la Résistance française. De plus, l'écrivain ajoute, entre les deux versions, de nombreuses références à la France, à ses symboles, ses idéaux et principes, ainsi qu'une dose d'« anticommunisme » absente – et bien au contraire avec le personnage du résistant communiste idéaliste Pech et l'avancée victorieuse des troupes de Staline – dans la première édition. D'aucuns considèrent qu'il s'agit même là d'un « revirement » de l'auteur, confirmé par la nouvelle traduction en 1960 du roman en anglais à partir de l'édition de 1956. Pour eux, Romain Gary fait ainsi une forme d'allégeance, par « fidélité », au gaullisme, à son chef et à sa geste, comme il l'écrira dans son Ode à l’homme qui fut la France : 

« [De Gaulle] a bâti un être mythologique connu sous le nom de de Gaulle, auquel il se référait assez justement à la troisième personne, à l’instar d’un écrivain se rapportant au titre de son opus magnum. »

— Romain Gary

## Accueil critique
Le roman est bien accueilli par le public et la critique, sauf par Jean-Paul Sartre qui écrit dans Les Temps modernes qu'il « ne trouve point bon [ce] roman sur la Résistance ».

## Éditions et traductions
- (en) Forest of Anger, trad. Viola Gerard Garvin, Cresset Press, Londres, 1944.
- Éditions Calmann-Lévy, 1945, 178 p. (OCLC 301269188).
- Éditions Gallimard, coll. « Blanche » (nouvelle édition[1]), 1956, 248 p.  (ISBN 9782070226610)[6], (OCLC 459889944), (BNF 32147374).
- Éditions Gallimard, coll. « Folio », 1972, 281 p.  (ISBN 2-07-036203-5), (OCLC 463216346).
- (en) Nothing Important Ever Dies (nouvelle édition et traduction[1]), Cresset Press, Londres, 1960.